# Faire-part
 (septembre 2017).
Si vous disposez d'ouvrages ou d'articles de référence ou si vous connaissez des sites web de qualité traitant du thème abordé ici, merci de compléter l'article en donnant les références utiles à sa vérifiabilité et en les liant à la section « Notes et références ».

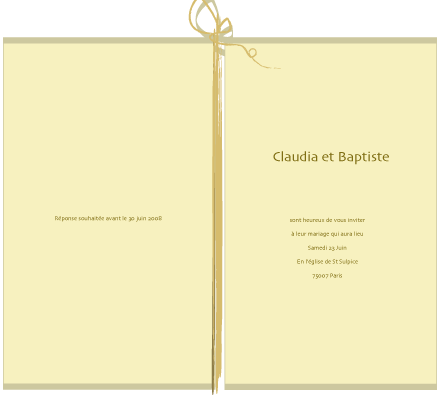
Modèle de faire-part.

Le faire-part (ou fairepart) est un texte ou courrier envoyé à la famille, des amis ou encore à des collègues, pour les prévenir d'un événement : naissance, baptême, mariage, fiançailles, ordination, première communion, confirmation, décès, etc.
Le faire-part peut, dans certains cas, être accompagné d'un carton d'invitation.
Le faire-part est généralement imprimé et transmis par courrier (voie postale). Il arrive qu'il prenne la forme d'un fichier informatique et soit transmis par courriel. Des sites internet spécialisés dans le web to print permettent de personnaliser en ligne les faire-part.
La politesse exige qu'une personne qui reçoit un faire-part y réponde rapidement, le plus souvent par carte (carte de visite, de condoléances, de félicitation).

## Contenu typique
Le faire-part doit informer sur : 
- les personnes qui « font part » de l'événement (par exemple les parents et autres ascendants pour un mariage) ;
- l'événement lui-même (naissance, baptême, mariage, décès) ;

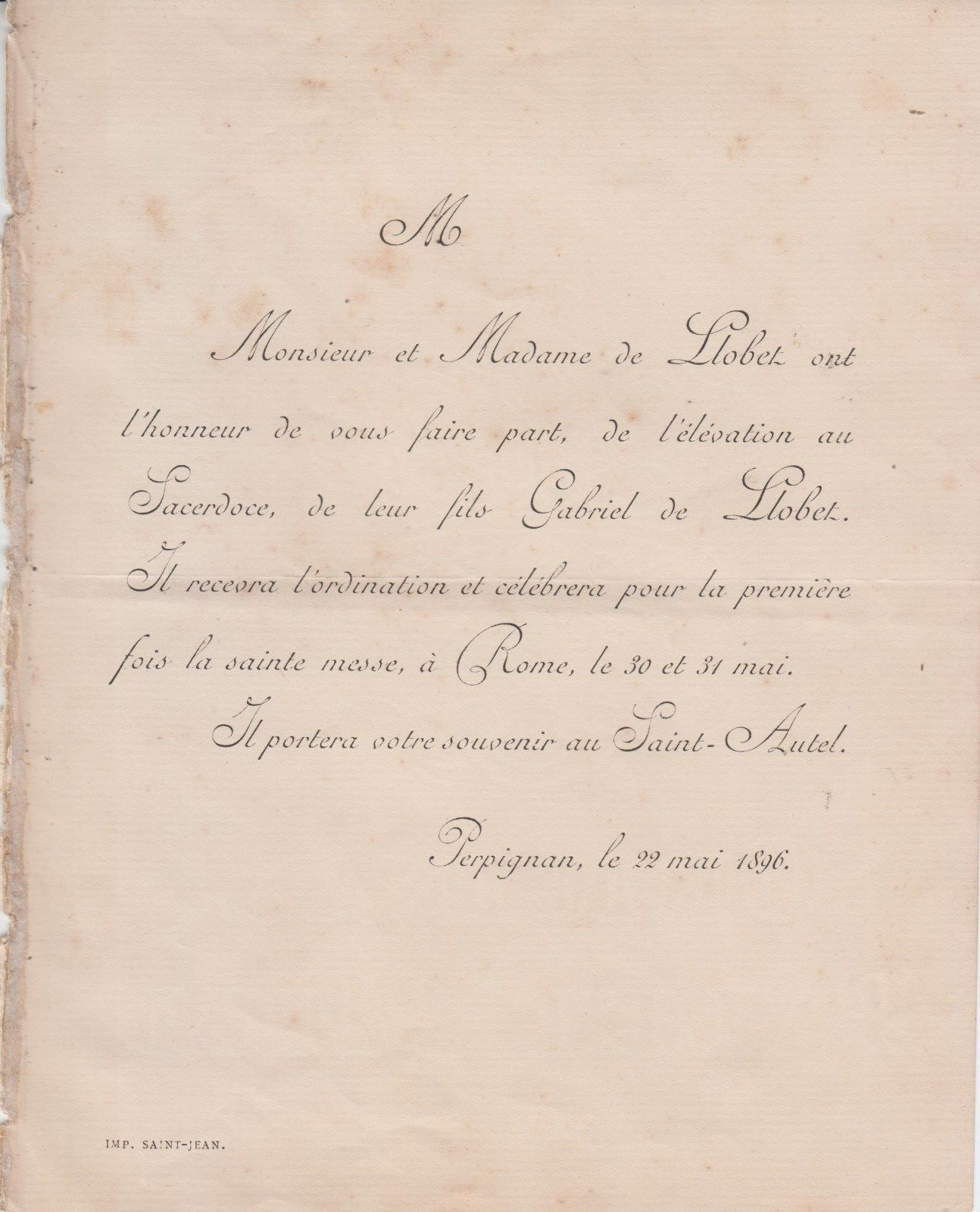
Faire-part de l'ordination sacerdotale de Gabriel de Llobet (1896)

- la date et le lieu de l'événement.

## Histoire
L'origine du faire-part est ancienne.
Le faire-part remonte à ce qu'on appelait la lettre de décès que l'on faisait porter. On retrouve d'ailleurs un tarif de 1671 fixant à 30 sols le port  d'une telle lettre. Les lettres de décès sont de format rectangulaire, et portent souvent des vignettes ou une lettre ornée, toujours le V mis pour : « Vous êtes priés d'assister… », avec des ossements, des larmes blanches, des sabliers. Un faire-part s'envoie quelques jours après l'événement qui les motive et s'adresse aux personnes qui n'ont pas reçu d'invitation (dans le cas des mariages et des décès) ou à tous dans le cas d'une naissance.
Au début du XIXe siècle les lettres de décès s'agrandissent considérablement et atteignent un format d'in-plano.
C'est sous Louis-Philippe que la forme du faire-part de décès se fixe sous la forme que nous lui connaissons encore aujourd'hui : les ornements disparaissent et la lettre est entourée d'un bord à l'origine noir et désormais gris ou de couleur.

## Faire-part de naissance

### Présentation
Le faire-part de naissance est une petite carte traditionnellement envoyée par les parents (accompagnés parfois des grands-parents, des grands frères et des grandes sœurs) à la naissance d'un enfant. Les destinataires, qui sont généralement la famille et les amis des parents, le reçoivent dans les semaines, voire les mois suivant la naissance du bébé.
Le faire-part de naissance a pour objet d'annoncer la naissance de l'enfant et de permettre aux parents de faire partager leur joie à leurs proches. Il se compose de deux éléments principaux et invariables : le prénom du bébé et le jour de sa naissance. Certains autres éléments y sont souvent présents, selon les envies des parents :  le poids et la taille du bébé à la naissance, un petit mot des parents (imprimé directement sur la carte ou ajouté à la main pour rendre le message encore plus personnel), une ou plusieurs photos de l'enfant (avec ou sans sa famille autour de lui), des illustrations...

### Marché
Le marché de la carte de naissance se divise en trois secteurs :
- des faire-part de naissance classiques, efficaces et peu onéreux ;
- des faire-part artistiques misant sur un catalogue plus restreint mais plus créatif ;
- des cartes de naissance réalisées par des graphistes indépendants, proposant un service sur-mesure et plus onéreuses.

Il existe des faire-part de naissance virtuels, souvent utilisés pour annoncer l'événement dans les heures suivant la naissance, souvent suivis dans les mois suivants par l'envoi d'une carte papier considérée comme le « véritable » faire-part de naissance.

## Faire-part de mariage

### Présentation
Le faire-part de mariage se présente traditionnellement sous la forme d’un carton double plié au format 15,5 × 20 cm. Il s’agit d’un carton envoyé par les deux familles des futurs époux, individuellement ou ensemble qui sert à contenir différents feuillets, chacun ayant une fonction bien précise. Le papier traditionnel du faire-part est le papier en vélin d'Arches (utilisé pour des éditions de luxe). La calligraphie choisie est souvent la lettre anglaise du XVIIIe siècle.
Actuellement, le faire-part pourra être personnalisé selon la thématique du mariage (faire-part oriental, luxe, créatif, original, etc.).

### Formulations
La formule consacrée pour annoncer un mariage est « […] ont l'honneur de vous faire part du mariage de […] ». Ce sont traditionnellement les parents voire les grands-parents des futurs mariés qui annoncent l'événement. C'est généralement la famille de la future mariée qui est en première position dans les feuillets, d'abord le père puis la mère. Si l'un des parents est décédé, il sera tout de même cité dans le faire-part après le parent vivant, précédé de la mention « en union avec ».
Cependant, les faire-part de mariage récents se conforment bien moins à la tradition et ce sont souvent les futurs mariés qui annoncent eux-mêmes l'heureux événement.

## Types de faire-part de deuil
Selon des pratiques anciennes[réf. nécessaire], il est d'usage de faire imprimer des lettres de deuil pour annoncer le décès d'un parent ou d'un allié sans famille. Les annonces dans la presse peuvent compléter les lettres d'invitation ou les faire-part.
Si le défunt était notoirement connu (par ses fonctions, position sociale ou renommée au-delà du cercle des intimes), les amis et relations peuvent être destinataires de l'une des deux lettres de deuil suivantes : la lettre d'invitation aux obsèques et le faire-part de décès.

### Lettre d'invitation aux obsèques
Cette lettre destinée à toutes les personnes parentes, alliées et amies ainsi qu'aux relations qui, pense-t-on, pourront assister aux obsèques. Elle est imprimée et envoyée en toute hâte. Elle se présente d'ordinaire sous forme d'une lettre double avec, éventuellement, un motif rappelant la religion du défunt. Puis elle est glissée dans une enveloppe assortie avec une patte triangulaire qu'il est de bon ton de ne pas cacheter, mais de rabattre à l'intérieur.
Ce sont uniquement les proches parents qui invitent dans l'ordre suivant : le(s) veuf ou veuve du défunt, les enfants et petits-enfants majeurs, les grands-parents, les frères et sœurs et leur conjoint ; les autres parentés sont incluses sous le terme générique : « et toute la famille ».

### Faire-part de décès

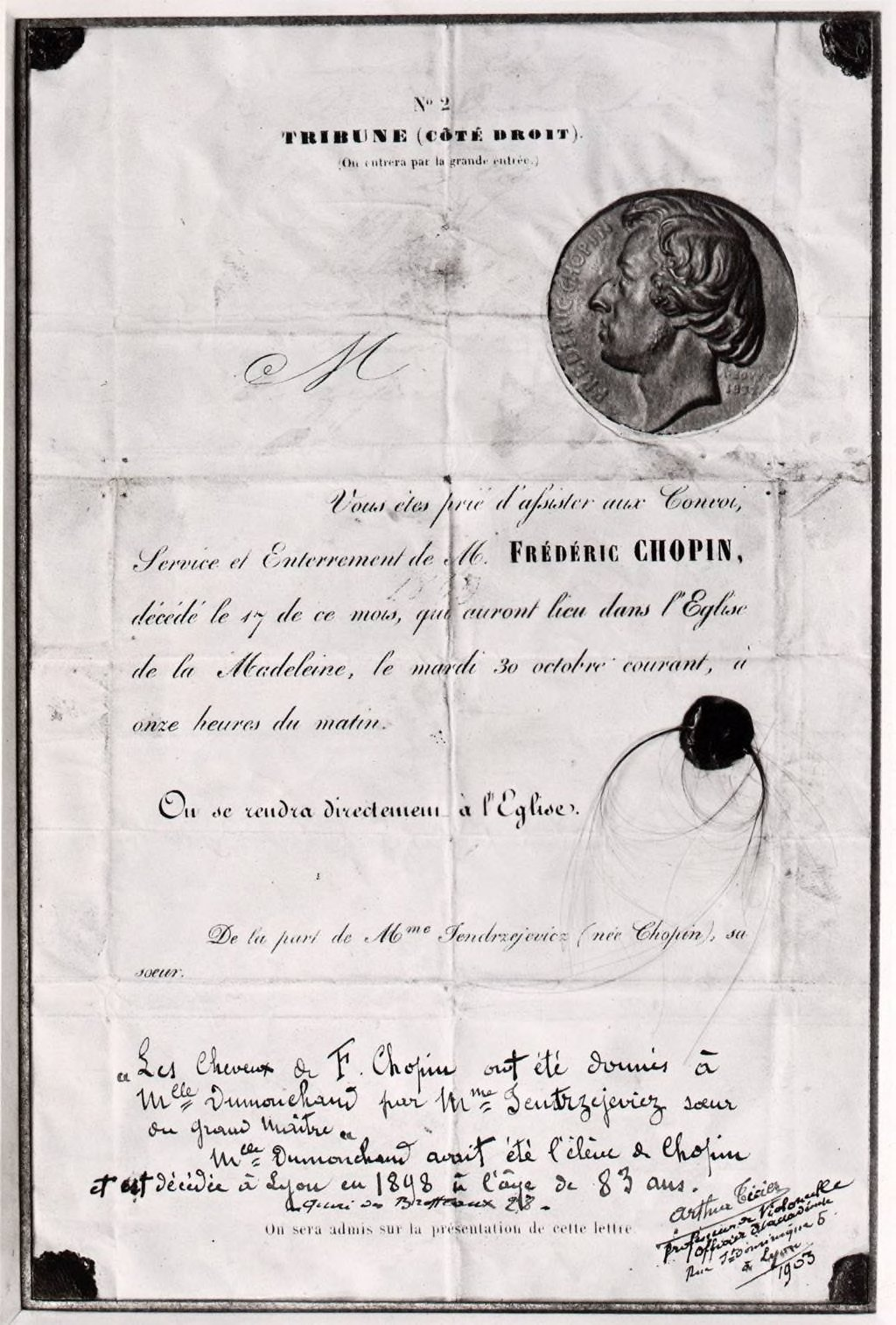
Faire-part des obsèques de Frédéric Chopin

Il est envoyé, dans la quinzaine suivant le décès, aux personnes qui n'ont pu assister aux obsèques ou que l'on n'a pas souhaité inviter. C'est également une « lettre double » ou quelquefois un « carton en bristol » que l'on insère dans une enveloppe à patte triangulaire. On y donne plus de détails que dans la lettre d'invitation sur les circonstances du décès (d'une longue maladie, accidentellement, subitement…) ou les titres, fonctions et décorations du défunt. Tous les membres de la famille sont nommés jusqu'aux cousins issus de germains, en indiquant leur degré de parenté. Des imprimeurs spécialisés proposent un grand choix de faire-part.

## Collections de faire-part
L'analyse et le dépouillement des faire-part sont très utiles pour les recherches historiques, sociologiques et généalogiques.
Il en existe quelques fonds importants :

### En France
- Archives de Paris : collection cotée V.7 E composée de 300 cartons, du XVIIe siècle à nos jours (classement dans l'ordre alphabétique de noms) ;
- Bibliothèque généalogique de Paris : près de 400 000 faire-part, celui-ci a été numérisé par GeneaNet et le cabinet de généalogie Coutot-Roehrig ;
- Minutier central des notaires de Paris (conservés aux Archives Nationales dans la sous-série AD XXC) :
  - AD XXC 96 à 107 : collection de faire-part mortuaires de 1654 à 1877. Inventaire analytique dactylographié (387 pages) par André-Pierre Frantzen avec supplément par Michel Le Pesant (15 pages dactylographiées), donnant le nom de tous les décédés par ordre alphabétique ;
  - AD XXC 108 à 120 : collection de Bastard d'Estang. Recueil reliés de lettres de faire-part de mariages et décès, classées chronologiquement (de 1874 à 1900) ;
  - AD XXC 121 à 144 : collection de faire-part (naissances, mariages, premières messes, professions religieuses) classés alphabétiquement (XIXe – XXe siècles) ;
  - AD XXC 145 à 188 : collection de faire-part classés alphabétiquement (XIXe – XXe siècles) ;
- Archives départementales (en général dans la série J) ;
- Bibliothèque nationale de France : collection conservée au Département Philosophie Histoire Sciences de l'Homme dans le fonds dit des Recueils et consultable en salle L de la bibliothèque de recherche ;
  - La série ancienne cotée 8-Ln1-77 (1660-1800) est microfilmée sous la cote [Microfilm m-4770]. Exemple : billet de faire-part du décès de Montesquieu ;
  - La série moderne est conservée sous la cote 8-Ln1-77 qui dans le catalogue ne renvoie qu'à un seul faire-part mis pour l'ensemble, soit près de 400.000. Cette collection est régulièrement alimentée par les dons des particuliers, les travaux de ville ne relevant pas du dépôt légal. Exemples : faire-part de décès de Léon Gambetta, Charles Gounod...

### En Belgique
- Bibliothèque royale de Belgique : plusieurs fonds conservés au Cabinet des manuscrits ;
- Bibliothèque de l'Université de Gand ;
- Office généalogique et héraldique de Belgique, association royale.

## Pour approfondir